# Cesbronite
La cesbronite è un minerale.